# ホア・ジャイ
ホア・ジャイ（英語: Hwa Jai; タイ語: หัวใจ）は、SNK（SNKプレイモア）の対戦型格闘ゲーム『餓狼伝説』シリーズなどに登場する架空の人物。

## キャラクター設定
初代『餓狼伝説』で敵キャラクターとして登場した元ムエタイ・チャンプ。「ムエタイの英雄」とも呼ばれていた負け知らずのチャンプ時代に、日本人のムエタイ選手であるジョー・ヒガシに敗れチャンプの座を奪われる。
ジョーへの打倒を誓ったホアは「タイガーキック」をも凌駕する必殺技「ドラゴンキック」を編み出すが、一方で酒浸りになるなど精神のバランスを崩して乱暴な性格になり、遂に喧嘩で絡んできたチンピラを殺害してムエタイ界からも追放され落ちぶれてしまう。その後、その凶暴性に目を付けたギース・ハワードに拾われ、彼の配下となった。
『餓狼伝説』では絶望のどん底に追い込まれた復讐心から打倒ジョー・ヒガシを目指し、サウスタウンで開催された格闘技大会である「キング・オブ・ファイターズ」に参戦。準々決勝にまで勝ち上がるほどの選手としてその実力の高さを見せるが、敗退する（設定上ではジョーと戦って敗れ、己自身の心の弱さを悟ったことになっている）。以降は改心してギースと決別し、それまで憎んでいたジョーとも和解した後は彼のセコンドとして活躍。彼を「ムエタイ史上最悪のチャンプ」と評しながらも良き友人関係となっており、不動のムエタイ・チャンプ道を陰ながら支え続ける重要な存在となっていることが、ジョー関連のストーリーで明かされている。
『餓狼伝説2』では、中間デモの時にマイケル・マックスと共にヴォルフガング・クラウザーに敗れたことになっており、ジョーのエンディングの中で入院中のホアの姿がある。『餓狼伝説3』では、テリー・ボガード、アンディ・ボガード、不知火舞のいずれかを使用するとCPU戦でのジョーの登場デモの際に隣で立っている。『リアルバウト餓狼伝説』でのジョーのエンディングスタッフロールでは、地元の子供たちと仲良く交流しているジョーの食事の後片付けをしている。『リアルバウト餓狼伝説スペシャル』では、ジョーのパーフェクト勝利時に登場するほか、山崎竜二がジョーかホンフゥと対決する前に山崎に蹴飛ばされる役で登場する。『リアルバウト餓狼伝説2』では、ジョーステージの背景にセコンド姿のホアが登場する。
『ザ・キング・オブ・ファイターズ』（以下『KOF』と表記）シリーズでは、『KOF XII』においてジョーのバックストーリーで初登場して、『KOF 2002 UM』では背景に登場する。『KOF XIII』ではプレイヤーキャラクターとして登場した。『KOF』シリーズでは設定が少し『餓狼伝説』シリーズと変わっており、ジョーのセコンドではなく現役選手へのカムバックに向けて訓練中となっている。かつてギースの部下の悪人であったことをチャン・コーハンやチョイ・ボンゲに利用されて、更生と教育を唱えるキム・カッファンによって、ライデンと共に無理矢理チームを組まされる羽目になっている。ただし、予めキムの噂を知っていたためうまくキムに調子を合わせてやり過ごすことに成功しており、本戦出場とジョーとのリターンマッチを果たして再起への好スタートを決めた。また、サイコソルジャーチーム（麻宮アテナ、椎拳崇、鎮元斎）との決勝戦における掛け合いでは、かつてタン・フー・ルーにえらい目に遭わされたことが明かされており、タンの知り合いである鎮を警戒している。

## キャラクターの性能
初代『餓狼伝説』の通常時は特に目立った必殺技を持たないが、試合場に投げ込まれた酒（「スーパードリンク」とも呼ばれている）を飲むことで身体の体色が赤み掛かったものとなり、ジョーの「タイガーキック」以上の性能と突進力を兼ね揃えた「ドラゴンキック」が使用可能になる。
スーパーファミコン版（以下SFC版と表記）『餓狼伝説』の対戦モードにおいては「ドラゴンキック」以上の攻撃力を誇る投げ技である「ドラゴンバックブリーカー」も使用可能。後に登場する『KOF XIII』ではこの技は必殺技から超必殺技に変更されている。

## 技の解説

### 通常投げ
ネッキングスルー
SFC版『餓狼伝説』の対戦モードのみ使用する通常投げ。ジョー・ヒガシの「首投げ」とモーションが同じ。
首相撲〜膝地獄
『KOF XIII』で使用する組み技。

### 必殺技
スーパードリンク
『餓狼伝説』で使用。体力が半減することで自動的に発動し、全身が赤みがかって必殺技が使用可能になる。SFC版の対戦モードではこの技が発動されなくても「ドラゴンキック」を使用可能。
ドラゴンキック
『餓狼伝説』から使用しているオーラを纏った飛び膝蹴り。初期作品では「ドラゴン・キック」とも表記されていた。『餓狼伝説』のCPUはこの技を「スーパードリンク」発動中のみ使用する。『KOF XIII』では空中でも発動可能になり、EX版にすると方向転換が可能になる。
元々ジョーがホアの飛び膝蹴りを盗んで「タイガーキック」を編み出しており、「ドラゴンキック」はホアが逆にジョーの「タイガーキック」の性能を盗み返してさらに強化された物という設定。
ドラゴン・バック・ブリーカー
SFC版『餓狼伝説』の対戦モードのみ使用する。体力を半分以上削り取る攻撃力を持った強力なコマンド投げ。
ドラゴンテイル
『KOF XIII』で使用。ジョーの「黄金のカカト」と同様の技。
爆裂拳
『KOF XIII』で使用。ジョーの同名の技と同様のもの。
爆裂拳フィニッシュ
『KOF XIII』で使用。「爆裂拳」の追加技。

### 超必殺技
ドラゴンダンス
『KOF XIII』で使用する超必殺技。「ドラゴンキック」始動の乱舞技。
ドリンク飲み
『KOF XIII』で使用する超必殺技。上述の「スーパードリンク」の再現。構えが変わり、必殺技の性能が変化する。
ドラゴンバックブリーカー
『KOF XIII』では超必殺技として使用する。しかもホアが移動しながら相手を掴むように性能が変更された。
ファイナル・ドラゴンキック
『KOF XIII』で使用するNEO MAX超必殺技。「ドラゴンキック」で突進し、根元ヒット時は肘と膝で挟むように攻撃する。
なお、同名の必殺技が下記のコミカライズ版で先にオリジナル技として登場していた。

## 他のメディアでのホア
細井雄二のコミカライズ版『餓狼伝説』シリーズではテリーに敗北したダック・キングを処刑しようとするが、ホア自身もテリーに敗北した上にビリー・カーンに処刑されてしまう。後に同じ境遇のマイケル・マックスと共にクラウザー一派の手で蘇生されてテリーとダックを襲うが再び敗れる。
アニメ作品『バトルファイターズ 餓狼伝説』ではギースがサウスタウンにおいて開催したキング・オブ・ファイターズにおける、アンディの初戦の相手として登場。打倒ギースの念に燃えるアンディから試合開始のゴングと同時に昇龍弾を喰らい、何かする間もなくKOされた。なお同作をベースとした小説版においてはジョーとの因縁も僅かながら描かれた。
アニメ映画『餓狼伝説 -THE MOTION PICTURE-』では、『バトルファイターズ 餓狼伝説2』でのクラウザーとの戦いで負った重傷から回復したジョーのムエタイ復帰戦の相手として登場したがタイガーキックに敗れ去った。実況アナの台詞で「格闘ステルス」という異名が語られていた。

## 担当声優
- 江川央生（『バトルファイターズ 餓狼伝説』）
- 長島雄一（『餓狼伝説 -THE MOTION PICTURE-』）
- 田中亮一（電撃CD文庫『餓狼伝説 宿命の闘い』）
- 長代聡之介（『ザ・キング・オブ・ファイターズXIII』）

## 関連人物
- ジョー・ヒガシ - 友人（『餓狼伝説』以前、および『KOF XIII』では敵対）
- ライデン - ハワード・コネクション時代からの知己、『KOF XIII』でのチームメイト
- ギース・ハワード - 元・主人
- ビリー・カーン - 元・同僚
- キム・カッファン - ジョーの知人、『KOF XIII』でのチームメイト